# Jolene (versión de Miley Cyrus)
«Jolene (The Backyard Sessions)» —en español: «Jolene (Las Sesiones del Patio Trasero)»— es una versión de la canción country homónima de la cantante Dolly Parton, interpretada por su ahijada la cantante estadounidense Miley Cyrus para su serie de videos musicales Backyard Sessiones. Fue publicada por primera vez el 24 de diciembre de 2012 como un video musical en el canal de YouTube de Cyrus, el cual muestra a la cantante interpretando la canción junto a su banda en el patio trasero de su casa.

## Video musical
El video publicado el 24 de diciembre de 2012 muestra a Cyrus en el patio trasero de su casa junto su banda, interpretando la canción frente al micrófono durante todo el video. Es su octavo video más visto en general en la plataforma YouTube y cuenta con más de 450 millones de visualizaciones hasta abril de 2024.

## Historial de lanzamientos
| País    | Fecha                   | Formato                      | Versión  | Discográfica                        | Ref.  |
| ------- | ----------------------- | ---------------------------- | -------- | ----------------------------------- | ----- |
| Mundial | 24 de diciembre de 2012 | YouTube                      | Original | N/A                                 | [ 1 ] |
| Mundial | 1 de abril de 2022      | Descarga digital y streaming | En vivo  | Columbia Records, Smiley Miley Inc. | [ 2 ] |
| Mundial | 13 de junio de 2022     | Descarga digital y streaming | Original | Smiley Miley Inc.                   | [ 3 ] |